# مونومر
مونومر (به انگلیسی: Monomer) یا تک‌پار نوعی مولکول است که واحد اصلی بَسپارها را تشکیل می‌دهد و انواع مختلفی دارند. تکپارها از طریق فرایندی که با عنوان بسپارش شناخته می‌شود، به سایر تکپارها متصل می‌شوند و مولکول‌هایی با زنجیره‌های تکراری را تشکیل می‌دهند. واکنش‌های مختلفی معمولاً از طریق کاتالیزورها منجر به بسپارش(پلیمریزاسیون) می‌شوند که در آن دو مولکول مجزا با اشتراک جفت‌الکترون‌ها به یکدیگر متصل شده و پیوندهای کووالانسی را تشکیل می‌دهند. تکپارها ممکن است منشأ طبیعی یا مصنوعی داشته باشند.
ایزوپرن، پروپیلن و وینیل کلرید چند نمونه از تکپارهایی هستند که در علوم و صنایع بسپاری کاربرد دارند. در علوم زیستی نیز تکپارهای طبیعی با پیوند به یکدیگر مولکول‌های بزرگ‌تر را می‌سازند مثلاً گلوکز مونومر نشاسته، گلیکوژن و سلولز است یا آمینواسید تکپار پروتئین است.
دنای یاخته های یوکاریوتی پلیمر بوده و از به هم پیوستن تعداد زیادی مونومر به نام نوکلئوتید ساخته شده است که میتوانند در همانند سازی دنا مورد استفاده قرار بگیرند و تعدادشان کاهش یابد.

بر پایهٔ تعریف آیوپاک، تکپار، مولکولی است که می‌تواند تحت بسپارش قرار گیرد و به این وسیله واحدهای اساسی را به ساختار اساسی یک درشت‌مولکول تبدیل می‌کند.

## ریشه‌شناسی
واژهٔ monomer از واژه‌های یونانی mono به‌معنی یک و meros به‌معنی بخش گرفته شده‌است.

## طبقه‌بندی
تکپارها را می‌توان از جهات مختلف طبقه‌بندی کرد. بسته به نوع بسپاری که تشکیل می‌شوند، می‌توان آن‌ها را به دو گروه گسترده تقسیم کرد. تکپارهایی که در بسپارش تراکمی شرکت می‌کنند، استوکیومتری متفاوتی نسبت به تکپارهایی دارند که در بسپارش افزایشی شرکت می‌کنند.

## اتصال مونومرها

### پلیمریزاسیون تراکمی (Condensation polymerization)

پلیمریزاسیون تراکمی تشکیل (PET)

پلیمریزاسیون تراکمی نوعی پلیمریزاسیون است که در آن مونومرها یا الیگومرها با یکدیگر واکنش می‌دهند و واحدهای ساختاری بزرگ‌تری ایجاد می‌کنند درحالی‌که مولکول‌های کوچک‌تر را به‌عنوان محصول جانبی مانند آب یا متانول آزاد می‌کنند. یک نمونهٔ مشهور از واکنش تراکم، استری شدن اسیدهای کربوکسیلیک با الکل‌ها است. پلیمرهای خطی از مونومرهای دوعاملی، یعنی ترکیباتی با دو گروه انتهایی واکنش‌پذیر تولید می‌شوند. پلیمرهای تراکمی متداول شامل پلی‌آمیدها و پروتئین‌ها هستند.

### پلیمریزاسیون افزایشی (Addition polymerization)

پلی اتیلن

در پلیمریزاسیون افزایشی مونومرها بدون از دست دادن مولکول، به یکدیگر متصل می‌شوند؛ بنابراین پلیمر تولیدشده با این واکنش دارای واحدهای تکرارشونده‌ای همانند مونومر اولیه هستند. از جمله پلیمرهای افزایشی می‌توان به پلی‌اتیلن، پلی‌وینیل کلراید، پلی‌تترافلوئورواتیلن (تفلون) اشاره کرد. به‌عنوان مثال، واکنش پلیمریزاسیون افزایشی پلی‌اتیلن، به‌صورت زیر است:
n CH
2=CH
2 (gas) → [–CH
2–CH
2–]
n (solid) 
همان‌طور که ملاحظه می‌شود، طی انجام واکنش هیچ مولکولی کم نشده‌است.

## مونومرهای مصنوعی

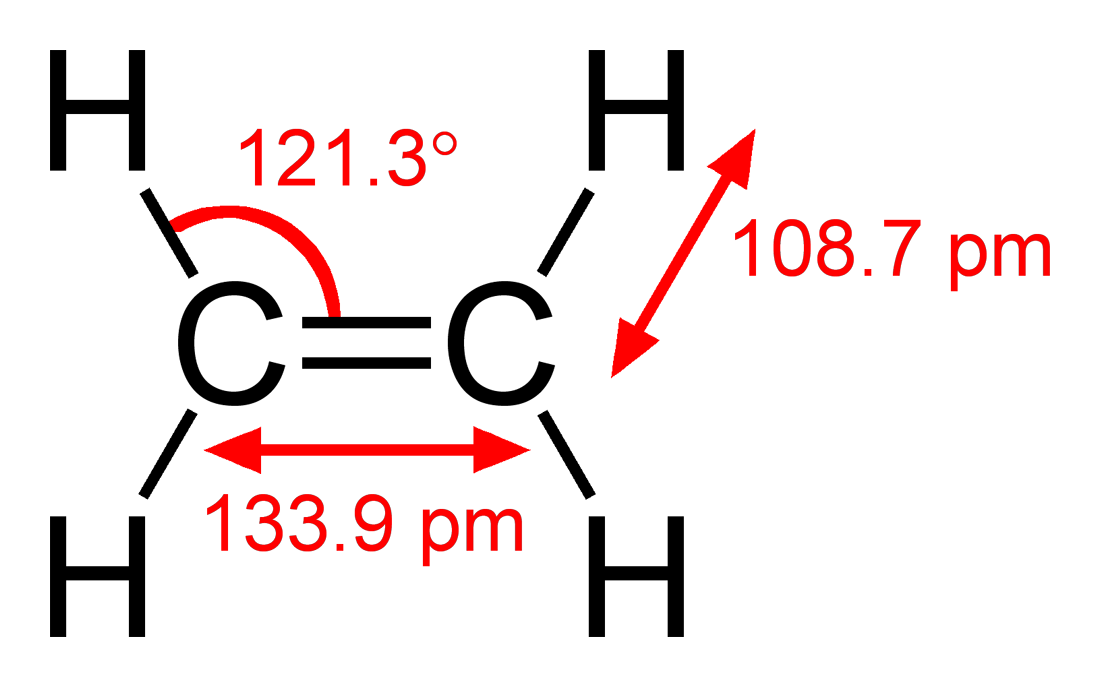
اتیلن

- اتیلن: اتیلن اولین عضو گروه آلکلن‌ها است. این مونومر غیراشباع (سیر نشده) و اولین عضو خانوادهٔ آلکن‌ها است. فرمول شیمیایی اتیلن C2H4 بوده و بین دو اتم کربن، پیوند دوگانه وجود دارد. به‌دلیل وجود این پیوند دوگانه اتیلن، ایزومر صورت‌بندی ندارد، یعنی دو نیمه مولکول نمی‌توانند با چرخش حول پیوند دوگانه، صورت‌بندی خود را تغییر دهند.[۹]

اتیلن در صنایع پتروشیمی با روش کراکینگ با بخار آب تولید می‌شود. در این فرایند هیدروکربن‌های گازی و محلول‌های سبک هیدروکربن حاصل از نفت به‌مدت بسیار کوتاه در دمای ۹۵۰–۷۵۰ درجهٔ سانتی‌گراد حرارت داده می‌شوند. عموماً در این واکنش هیدروکربن‌های بزرگ به هیدروکربن‌های کوچک شکسته شده، هیدروکربن‌های اشباع با ازدست‌دادن هیدروژن به هیدروکربن‌های غیراشباع تبدیل می‌شوند. محصول این واکنش مخلوطی از انواع هیدروکربن‌هاست که اتیلن عمده‌ترین آن است. مخلوط را به‌وسیلهٔ متراکم‌سازی و تقطیر جزء به جزء جداسازی می‌کنند. روش‌های دیگر، هیدروژن‌دارکردن استیلن با استفاده از کاتالیزور و آبگیری از اتانول است.
مونومرهای اتیلن با اتصال به یکدیگر به صورت‌های مختلف پلی‌اتیلن را ایجاد می‌کنند که بسته به شیوهٔ اتصال آن‌ها به یکدیگر، پلی‌اتیلن با ویژگی‌های متفاوت ایجاد می‌کنند. به‌طور مثال پلی اتیلن با وزن مولکولی بسیار بالا (HDPE) حاصل اتصال مونومرهای اتیلن به‌صورت زنجیره‌ای و پلی‌اتیلن با چگالی کم (LDPE) حاصل اتصال مونومرهای اتیلن به‌صورت شاخه‌ای است. در طول ایجاد پلی‌اتیلن، مونومرهای اتیلن به حالت اشباع (سیر شده) می‌رسند.

وینیل کلرید

- وینیل کلرید: وینیل کلرید با نام آیوپاک کلرواتن، یک گاز با بوی شیرین، بی‌رنگ، بسیار سمی، قابل اشتعال و سرطان‌زا است که یک ترکیب کلردار آلی محسوب می‌شود. اولین بار از واکنش ۲٬۱-دی‌کلرواتان با محلول پتاسیم هیدروکسید در اتانول تولید شد. در سال ۱۹۱۲ یک شیمی‌دان آلمانی از واکنش استیلن با هیدروژن کلرید با استفاده از کاتالیزور کلرید جیوه، وینیل کلرید را سنتز کرد. همچنین این ترکیب می‌تواند به‌عنوان محصول جانبی در سنتز کلروفلوئوروکربن‌ها به‌دست آید. امروزه حدود ۸۵ درصد وینیل کلرید توسط واکنش‌های کلر با اتیلن و هوا تولید می‌شود.

مونومر وینیل کلرید به‌عنوان خوراک رآکتورهای پلیمریزاسیون استفاده می‌شود که در نهایت به پلیمر پلی‌وینیل کلراید (PVC) تبدیل می‌شود و در تولید مبلمان، لوازم خانگی و قطعات داخلی خودرو استفاده می‌شود. وینیل کلرید یک گاز غیراشباع (سیر نشده) است که با تشکیل پلی‌وینیل کلرید اشباع می‌شود.

استایرن

- استایرن: استایرن یک ترکیب آلی با فرمول شیمیایی C8H8 است که به‌صورت صنعتی از هیدروژن‌زدایی اتیل‌بنزن تولید می‌شود و به‌طور عمده تمایل زیاد به فرایند پلیمریزاسیون دارد. استایرن مایعی قابل اشتعال است و بخار آن در هوا قابلیت انفجار دارد. این مونومر به‌طور طبیعی در برخی از گیاهان و غذاها مانند دارچین، دانه‌های قهوه و بادام زمینی وجود دارد و نیز در قطران زغال‌سنگ یافت می‌شود که مقادیر آن کوچک است.[۱۲]

استایرن در تولید مونومر پلی‌استایرن به‌کار می‌رود که از آن ظروف یک‌بار مصرف، عایق حرارتی در یخچال‌ها و سردخانه‌ها، لوازم ورزشی و… ساخته می‌شود.

ترفتالیک اسید

- ترفتالیک اسید: ترفتالیک اسید یک ترکیب آلی با فرمول C6H4(CO2H)2 است. این جامد سفیدرنگ، یک مادهٔ شیمیایی است که اصولاً به‌عنوان مادهٔ اولیهٔ پلی‌استر PET مورد استفاده قرار می‌گیرد و برای تولید بطری‌های پلاستیکی و لباس استفاده می‌شود.[۱۳]

## مونومرهای طبیعی

ساختار کلی اسید آمینه، با گروه آمین در چپ و گروه کربوکسیل در راست

نوکلئوتید

- نوکلئوتیدها: نوکلئوتیدها مولکول‌های آلی هستند که از نوکلئوزید و فسفات تشکیل شده‌اند. آن‌ها به‌عنوان مونومر پلیمرهای اسید نوکلئیک، دئوکسی ریبونوکلئیک اسید (DNA) و ریبونوکلئیک اسید (RNA) عمل می‌کنند که هر دو مولکول‌های زیستی ضروری در تمام اشکال حیات روی زمین هستند. نوکلئوتیدها در مواد غذایی به بدن وارد شده و همچنین از طریق مواد مغذی رایج توسط کبد سنتز می‌شوند.[۱۴] یک نوکلئوتید از سه زیرواحد شیمیایی متمایز تشکیل شده‌است: یک مولکول قند پنج کربنی، یک نوکلئوباز - که این دو با هم نوکلئوزید نامیده می‌شوند - و یک گروه فسفات. با اتصال هر سه، یک نوکلئوتید ایجاد می‌شود که بسته به تعداد فسفات تشکیل‌دهندهٔ گروه فسفات، «مونوفسفات نوکلئوزید»، «دی‌فسفات نوکلئوزید» یا «تری‌فسفات نوکلئوزید» نیز نامیده می‌شود.[۱۵]